# Grup prostètic
Un grup prostètic és el component no aminoacídic que forma part de l'estructura d'algunes proteïnes i que es troba fortament unit a la resta de la molècula. Les proteïnes amb un grup prostètic reben el nom d'heteroproteïnes (o proteïnes conjugades).
Hi ha enzims que són proteïnes conjugades; es tracta d'enzims que requereixen algun cofactor (metàl·lic o orgànic) i aquest es troba lligat amb força de manera permanent a l'estructura molecular. Si un cofactor enzimàtic (metàl·lic o orgànic) només s'uneix a l'enzim durant la catàlisi no ha de ser considerat un grup prostètic.

## Llista de grups prostètics
| Grup prostètic                   | Funció                                       | Distribució                      |
| Mononucleòtid de flavina         | Reaccions redox                              | Eubacteris, Archaea i eucariotes |
| Dinucleòtid de flavina i adenina | Reaccions redox                              | Eubacteris, Archaea i eucariotes |
| Pirroloquinolina quinona         | Reaccions Redox                              | Eubacteris                       |
| Fosfat de piridoxal              | Transaminació, descarboxilació i desaminació | Eubacteris, Archaea i eucariotes |
| Biotina                          | Carboxilació                                 | Eubacteris, Archaea i eucariotes |
| Metilcobalamina                  | Metilació i Isomerització                    | Eubacteris, Archaea i eucariotes |
| Pirofosfat de tiamina            | Descarboxilació                              | Eubacteris, Archaea i eucariotes |
| Hemo                             | Reaccions redox                              | Eubacteris, Archaea i eucariotes |
| Molibdopterina                   | Reaccions d'oxigenació                       | Eubacteris, Archaea i eucariotes |
| Àcid lipòic                      | Reaccions redox                              | Eubacteris, Archaea i eucariotes |